# 巴庫公社

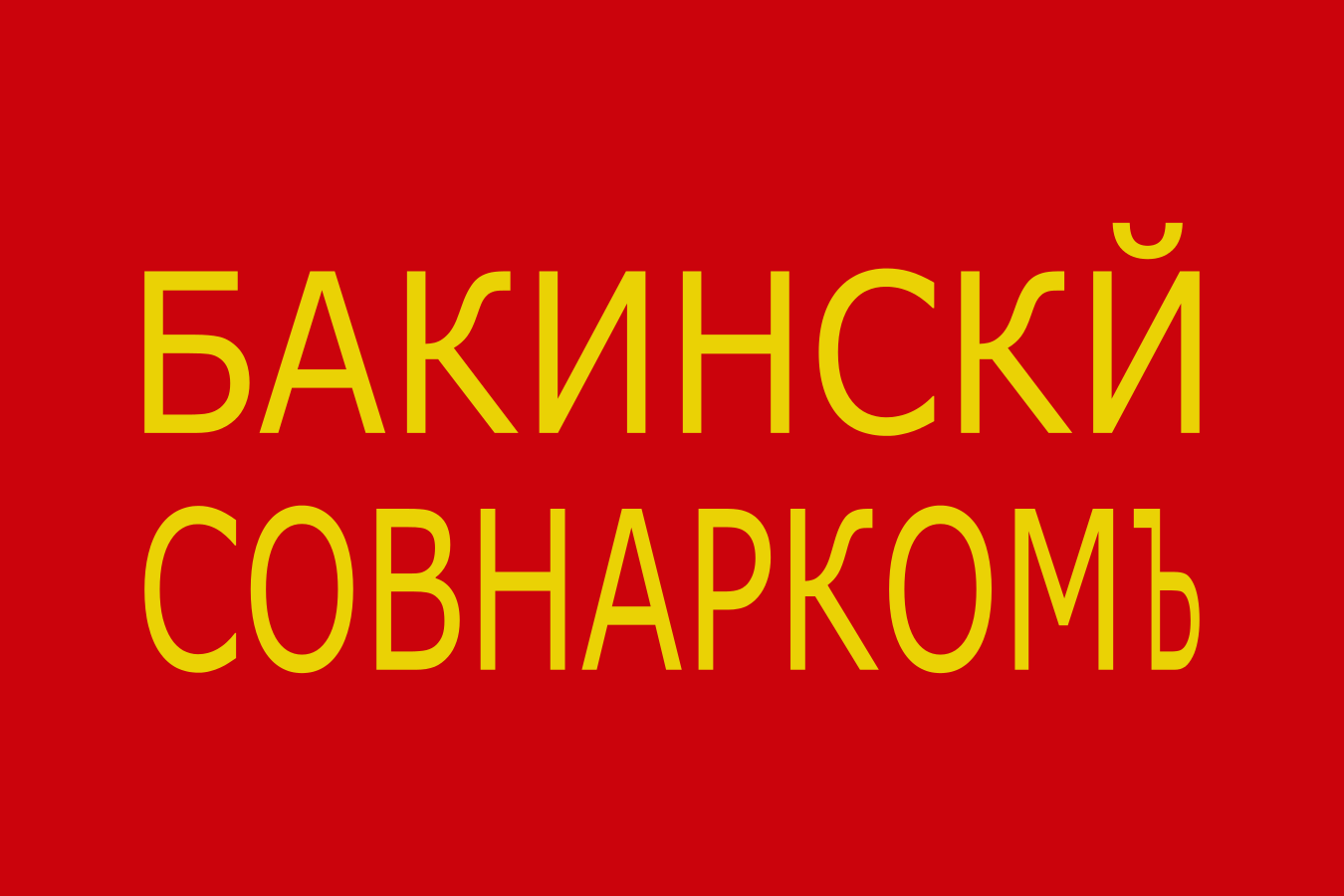
巴库公社旗帜

巴庫公社（1918年4月25日—7月31日）是1918年春三月事件后在阿塞拜疆巴库成立的苏维埃政权，由布尔什维克和左翼社会革命党人组成，该政权于同年8月解体，由里海舰队中央委员会独裁政权取代。